# Liolaemus porosus
Liolaemus porosus — вид ігуаноподібних ящірок родини Liolaemidae. Мешкає в Аргентині і Чилі.

## Поширення і екологія
Liolaemus porosus мешкають в районі Сокомпа на кордоні чилійського регіону Антофаґаста і аргентинської провінції Сальта. Вони живуть на високогірних пустищах Альтоандіни, місцями порослих чагарниками, в норах гризунів. Зустрічаються на висоті від 3707 до 4209 м над рівнем моря.